# Li Nina
 Li Nina (chiń. 李妮娜, pinyin Lǐ Nīnà; ur. 10 stycznia 1983 w Benxi) – chińska narciarka, specjalistka narciarstwa dowolnego. Specjalizuje się w skokach akrobatycznych. Zdobyła srebrne medale olimpijskie w skokach akrobatycznych na igrzyskach w Turynie, gdzie przegrała tylko ze Szwajcarką Evelyne Leu, oraz na igrzyskach w Vancouver, gdzie wyprzedziła ją jedynie Australijka Lydia Lassila. Podczas igrzysk w Salt Lake City była piąta.
Ponadto trzy razy z rzędu była mistrzynią świata w skokach akrobatycznych: na mistrzostwach w Ruce, mistrzostwach w Madonna di Campiglio i mistrzostwach w Inawashiro. Zdobyła także złoty medal na uniwersjadzie w 2009 r. Najlepsze wyniki w Pucharze Świata osiągnęła w sezonach 2004/2005 i 2009/2010, kiedy to triumfowała zarówno w klasyfikacji generalnej jak i w klasyfikacji skoków akrobatycznych.

## Osiągnięcia

### Igrzyska olimpijskie
| Miejsce | Dzień     | Rok  | Miejscowość    | Konkurencja        | Zwycięzca     |
| ------- | --------- | ---- | -------------- | ------------------ | ------------- |
| 5.      | 18 lutego | 2002 | Salt Lake City | Skoki akrobatyczne | Alisa Camplin |
| 2.      | 22 lutego | 2006 | Turyn          | Skoki akrobatyczne | Evelyne Leu   |
| 2.      | 24 lutego | 2010 | Vancouver      | Skoki akrobatyczne | Lydia Lassila |
| 4.      | 14 lutego | 2014 | Soczi          | Skoki akrobatyczne | Ała Cuper     |

### Mistrzostwa świata
| Miejsce | Dzień       | Rok  | Miejscowość          | Konkurencja        | Zwycięzca      |
| ------- | ----------- | ---- | -------------------- | ------------------ | -------------- |
| 15.     | 20 stycznia | 2001 | Whistler             | Skoki akrobatyczne | Veronika Bauer |
| 11.     | 1 lutego    | 2003 | Deer Valley          | Skoki akrobatyczne | Alisa Camplin  |
| 1.      | 18 marca    | 2005 | Ruka                 | Skoki akrobatyczne | -              |
| 1.      | 10 marca    | 2007 | Madonna di Campiglio | Skoki akrobatyczne | -              |
| 1.      | 4 marca     | 2009 | Inawashiro           | Skoki akrobatyczne | -              |

### Puchar Świata

#### Miejsca w klasyfikacji generalnej
- sezon 2001/2002: -
- sezon 2002/2003: 7
- sezon 2003/2004: 19.
- sezon 2004/2005: 1.
- sezon 2005/2006: 12.
- sezon 2006/2007: 3.
- sezon 2007/2008: 13.
- sezon 2008/2009: 8.
- sezon 2009/2010: 1.
- sezon 2012/2013: 116.
- sezon 2013/2014: 2.

#### Zwycięstwa w zawodach
1. Špindlerův Mlýn – 28 lutego 2004 (Skoki akrobatyczne)
2. Lake Placid – 14 stycznia 2005 (Skoki akrobatyczne)
3. Lake Placid – 16 stycznia 2005 (Skoki akrobatyczne)
4. Deer Valley – 28 stycznia 2005 (Skoki akrobatyczne)
5. Changchun – 12 lutego 2005 (Skoki akrobatyczne)
6. Špindlerův Mlýn – 5 marca 2005 (Skoki akrobatyczne)
7. Madonna di Campiglio – 11 marca 2005 (Skoki akrobatyczne)
8. Mount Buller – 3 września 2005 (Skoki akrobatyczne)
9. Mount Buller – 4 września 2005 (Skoki akrobatyczne)
10. Špindlerův Mlýn – 5 lutego 2006 (Skoki akrobatyczne)
11. Jilin – 9 grudnia 2006 (Skoki akrobatyczne)
12. Jilin – 10 grudnia 2006 (Skoki akrobatyczne)
13. Deer Valley – 1 lutego 2008 (Skoki akrobatyczne)
14. Deer Valley – 30 stycznia 2009 (Skoki akrobatyczne)
15. Calgary – 10 stycznia 2010 (Skoki akrobatyczne)
16. Mont Gabriel – 30 stycznia 2010 (Skoki akrobatyczne)
17. Lake Placid – 18 stycznia 2014 (Skoki akrobatyczne)

#### Pozostałe miejsca na podium w zawodach
1. Mount Buller – 8 września 2001 (Skoki akrobatyczne) – 2. miejsce
2. Fernie – 27 stycznia 2002 (Skoki akrobatyczne) – 3. miejsce
3. Lake Placid – 17 stycznia 2003 (Skoki akrobatyczne) – 2. miejsce
4. Lake Placid – 19 stycznia 2003 (Skoki akrobatyczne) – 2. miejsce
5. Fernie – 26 stycznia 2003 (Skoki akrobatyczne) – 3. miejsce
6. Špindlerův Mlýn – 1 marca 2003 (Skoki akrobatyczne) – 2. miejsce
7. Ruka – 5 grudnia 2003 (Skoki akrobatyczne) – 2. miejsce
8. Mont Tremblant – 11 stycznia 2004 (Skoki akrobatyczne) – 2. miejsce
9. Lake Placid – 16 stycznia 2004 (Skoki akrobatyczne) – 2. miejsce
10. Mount Buller – 5 września 2004 (Skoki akrobatyczne) – 3. miejsce
11. Mont Tremblant – 9 stycznia 2005 (Skoki akrobatyczne) – 2. miejsce
12. Fernie – 21 stycznia 2005 (Skoki akrobatyczne) – 2. miejsce
13. Shenyang – 5 lutego 2005 (Skoki akrobatyczne) – 2. miejsce
14. Sauze d’Oulx – 19 lutego 2005 (Skoki akrobatyczne) – 2. miejsce
15. Deer Valley – 13 stycznia 2006 (Skoki akrobatyczne) – 3. miejsce
16. Deer Valley – 11 stycznia 2007 (Skoki akrobatyczne) – 2. miejsce
17. Deer Valley – 12 stycznia 2007 (Skoki akrobatyczne) – 2. miejsce
18. Apex – 25 lutego 2007 (Skoki akrobatyczne) – 3. miejsce
19. Lianhua – 22 grudnia 2007 (Skoki akrobatyczne) – 2. miejsce
20. Mont Gabriel – 27 stycznia 2008 (Skoki akrobatyczne) – 2. miejsce
21. Inawashiro – 17 lutego 2008 (Skoki akrobatyczne) – 3. miejsce
22. Changchun – 20 grudnia 2008 (Skoki akrobatyczne) – 2. miejsce
23. Changchun – 19 grudnia 2009 (Skoki akrobatyczne) – 2. miejsce
24. Deer Valley – 15 stycznia 2010 (Skoki akrobatyczne) – 3. miejsce
25. Lake Placid – 22 stycznia 2010 (Skoki akrobatyczne) – 2. miejsce
26. Changchun – 5 stycznia 2013 (Skoki akrobatyczne) – 3. miejsce
27. Val Saint-Côme – 14 stycznia 2014 (Skoki akrobatyczne) – 2. miejsce

- W sumie (17 zwycięstw, 19 drugich i 8 trzecich miejsc).